# Verwaltungsgemeinschaft Schirnding
In der Verwaltungsgemeinschaft Schirnding im oberfränkischen Landkreis Wunsiedel haben sich folgende Gemeinden zur Erledigung ihrer Verwaltungsgeschäfte zusammengeschlossen:
1. Hohenberg a.d.Eger, Stadt, 1438 Einwohner, 15,66 km²
2. Schirnding, Markt, 1156 Einwohner, 16,51 km²

Sitz der 1978 gegründeten Verwaltungsgemeinschaft ist Schirnding. 1995 wurde ein Teil des Arzberger Forstes nach Schirnding eingemeindet, wodurch sich auch die Fläche der Verwaltungsgemeinschaft vergrößerte. Ähnliches geschah 2013 mit der Fläche von Hohenberg an der Eger und einem Teil des Hohenberger Forstes.